# Juan Yust
Pour les articles homonymes, voir Yuste.
Juan Yust, né à Séville (Espagne) le 4 mars 1804 et mort à Madrid le 5 septembre 1842, est un matador espagnol.

## Présentation
Il fait son apprentissage de becerriste et de novillero dans la cuadrilla  de Luis Rodríguez qui le pousse à devenir espada. 
En 1829, Yust  débute à Madrid comme banderillero. Mais malgré les encouragements de Rodríguez, il reste banderillero jusqu'en 1842, année où il prend son alternative le 4 avril, dans les arènes de Madrid où il remporte un vif succès. On le compare déjà à Paquiro. Mais sa gloire ne dure que quelques mois. Le 4 septembre 1842,  il est saisi de douleurs au ventre, dont l'origine est peut-être une ancienne blessure mal soignée. Il meurt le lendemain. Il laisse une veuve que son ami Juan Lucás Blanco, devenu chef de sa cuadrilla, épouse par la suite.